# Фушана
Фушана (араб. فوشانة) — місто в Тунісі. Входить до складу вілаєту Бен-Арус. Станом на 2004 рік тут проживало 9 733 особи.